# New Knoxville
New Knoxville is een plaats (village) in de Amerikaanse staat Ohio, en valt bestuurlijk gezien onder Auglaize County.

## Demografie
Bij de volkstelling in 2000 werd het aantal inwoners vastgesteld op 891.
In 2006 is het aantal inwoners door het United States Census Bureau geschat op 907, een stijging van 16 (1,8%).

## Geografie
Volgens het United States Census Bureau beslaat de plaats een oppervlakte van
2,0 km², geheel bestaande uit land.

## Plaatsen in de nabije omgeving
De onderstaande figuur toont nabijgelegen plaatsen in een straal van 12 km rond New Knoxville.

## Jumelage
Veel van de inwoners van New Knoxville zijn nazaten van mensen, die vooral in de 19e eeuw uit het plaatsje Ladbergen, nabij Osnabrück, Duitsland, zijn geïmmigreerd. Er bestaat zelfs een groep mensen, die het oude Duitse dialect van dat dorp nog kent. Om die reden bestaat er al sedert kort na de Tweede Wereldoorlog een jumelage met de gemeente Ladbergen.